# Algirdas Petrusevičius
Algirdas Petrusevičius (*  23. Februar 1937 in Klaipėda) ist ein litauischer Politiker.

## Leben
Von 1943 bis 1951 lernte Petrusevičius in der Vincas Kudirka-Grundschule Kaunas und 1955 absolvierte er das Kauno politechnikumas.
Wegen der antisowjetischen Tätigkeit wurde er festgenommen und nach Sibirien deportiert. Er versuchte zweimal zu fliehen und wurde dabei verletzt und verlor eine Hand. Er lebte in Lagern in Mordowien sowie in Lagern Oserlag und Wladimir.
Von 1968 bis 1971 arbeitete er als Meister und Arbeitenleiter in Kaunas, von 1971 bis 1975 als Oberingenieur der litauischen Filiale des sowjetischen Instituts  für Butter- und Käse-Industrie. Von 1975 bis 1986 arbeitete er im Litauischen Freilichtmuseum.
Von 1996 bis 2000 war er Mitglied im Seimas als Mitglied der Tėvynės sąjunga.

## Auszeichnungen
- 1998: Vytis-Kreuz-Orden, Karininko kryžius (4. Stufe)